# Meranoplus peringueyi
Meranoplus peringueyi é uma espécie de formiga do gênero Meranoplus, pertencente à subfamília Myrmicinae.